# Filip Havelka
Filip Havelka, né le 21 janvier 1998 à Prague en Tchéquie, est un footballeur tchèque qui évolue au poste de milieu central au Dynamo České Budějovice.

## Biographie

### Carrière en club
Natif de Prague, Filip Havelka est formé par l'un des clubs de la capitale tchèque, le Sparta Prague.
En juillet 2017, il est prêté au FC Slovan Liberec pour la saison 2017-2018. Il joue son premier match le 30 juillet 2017 face au FC Fastav Zlín. Il entre en jeu et son équipe s'impose par un but à zéro. Pour sa troisième apparition, le 19 août 2017 face au FK Mladá Boleslav en championnat, il inscrit son premier but en professionnel, contribuant ainsi à la victoire de son équipe (0-3).
En juillet 2018, il est prêté pour deux saisons au SK České Budějovice.
Le 26 août 2020, Havelka est à nouveau prêté au SK České Budějovice, pour une saison.
En fin de contrat avec le Sparta Prague, Filip Havelka s'engage librement avec le FK Teplice le 11 juillet 2023. Il signe un contrat de deux ans, soit jusqu'en juin 2025.
Havelka marque son premier but pour Teplice le 23 septembre 2023, à l'occasion d'une rencontre de championnat face au FC Slovan Liberec. Titulaire, il marque seulement deux minutes après l'ouverture du score de son coéquipier, Jan Knapík, mais les deux équipes se neutralisent (3-3 score final),.
Le 21 janvier 2025, jour de ses 27 ans, Filip Havelka fait son retour au Dynamo České Budějovice, cette fois-ci sous la forme d'un transfert définitif. Il signe un contrat courant jusqu'en juin 2026 et arrive avec l'ambition d'aider le club à se maintenir, celui-ci pointant à la dernière place en championnat au moment de sa signature.

### En sélection nationale
Filip Havelka fête sa première sélection avec l'équipe de Tchéquie espoirs le 5 juin 2019, lors d'une victoire des jeunes tchèques (0-1) face à la Russie.